# Jérôme Ferrari
Jérôme Ferrari es un escritor y traductor francés, nacido en 1968 en París. En 2012, ganó el premio Goncourt por su novela Le Sermon sur la chute de Rome (El sermón sobre la caída de Roma). 

## Biografía
Ferrari estudió en la Sorbona, donde obtuvo la licenciatura de Filosofía por la Universidad de París 1 Panthéon-Sorbonne. Al ser sus padres originarios de la villa de Fozzano, en Córcega, volvió a esta isla y enseñó filosofía en el liceo de Porto Vecchio. Durante esta época organizaba reuniones filosóficas en Bastia. Más tarde enseñó en el liceo internacional Alexandre-Dumas, de Argel y en el liceo Fesch, de Ajaccio.
Actualmente, es profesor en el liceo francés Louis Massignon de Abu Dabi, en los Emiratos Árabes Unidos. Ha traducido varias obras de la lengua corsa al francés.

## El premio
Su novela El sermón sobre la caída de Roma toma el título de un sermón pronunciado por San Agustín en el año 410, tras la toma de Roma por los visigodos, un símbolo de la decadencia actual de Occidente. En el libro cuenta la historia de Matthieu y Libero, quienes, decepcionados con su contexto, abandonan sus estudios de filosofía en París y deciden instalarse en un pueblo de Córcega para trabajar en un bar, donde nada es como ellos imaginaban. Sus rivales en la final del premio Goncourt fueron la francesa de origen vietnamita Linda Lê, por su novela Lame de fond; el francés Patrick Deville, autor de Peste & Choléra (premio Femina 2012) y el suizo Joël Dicker que había obtenido el Gran Premio de Novela de la Academia Francesa con La verdad sobre el caso Harry Quebert.

## Obra
- Variétés de la mort (recopilación de relatos), Ed. Albiana, Ajaccio, 2001
- Aleph zéro, Ed. Albiana, Ajaccio, 2002
- Dans le secret, Arles, France, Actes Sud, colección «Domaine français», 2007
- Balco Atlantico, Arles, France, Actes Sud, colección «Domaine français», 2008
- Un dieu un animal, Arles, France, Actes Sud, colección «Domaine français», 2009. Prix Landerneau, 2009
- Où j'ai laissé mon âme, Arles, France, Actes Sud, colección «Domaine français», 2010.  Grand Prix Poncetton, 2010. Prix Roman France Télévisions, 2010. Traducción al inglés como Where I Left My Soul, 2012
- L’Art dans «Le Monde comme volonté et comme représentation» d’Arthur Schopenhauer, Canopé (SCEREN), colección «Philosophie en cours», 2011
- Le Sermon sur la chute de Rome, 2012. Traducción al castellano como El sermón sobre la caída de Roma, Mondadori, 2013. En catalán, El sermó de la caiguda de Roma, RBA-La Magrana, 2013
- À son image, 2018. Traducción al castellano como A su imagen (Libros del Asteroide, 2020).[1]